# Typhlops arenarius
Typhlops arenarius là một loài rắn trong họ Typhlopidae. Loài này được Grandidier mô tả khoa học đầu tiên năm 1872.